# Katharine Budd

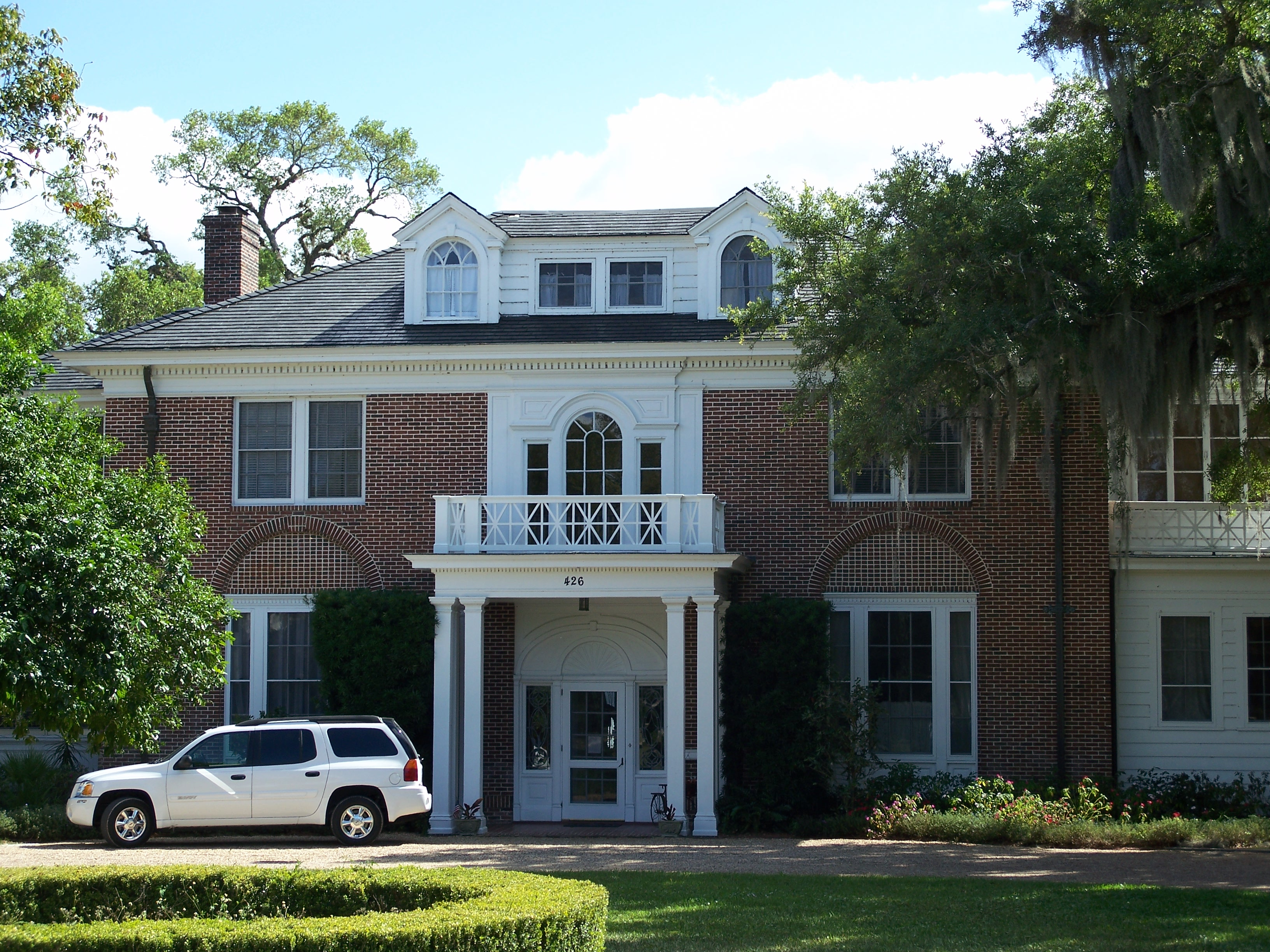
Das Duncan House oder Harry C. Duncan House ist ein historisches Haus in Tavares, Florida, USA. Das Haus wurde von Katharine Cotheal Budd entworfen. Am 8. August 1997 wurde es in das US-amerikanische National Register of Historic Places aufgenommen

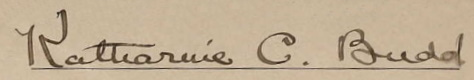
Unterschrift von Kathrine C. Budd vom 21. März 1907

Katharine Cotheal Budd  (* 9. September 1860 in Clinton; † 10. Juli 1951 in Tucson, Arizona) war eine US-amerikanische Architektin und Autorin. Sie leitete über drei Jahrzehnte lang ein Architekturbüro in New York City. 1924 wurde sie Mitglied des American Institute of Architects.

## Leben und Werk
Budd studierte von 1891 bis 1894 Kunst und Design an der Shinnecock Hills Summer School of Art von William Merritt Chase auf Long Island. Danach war sie dort Sekretärin und 1895 Verwalterin der Cottages und renovierte mehrere Gebäude. Sie lernte bei dem Architekten und Professor der Columbia University William Robert Ware und arbeitete mit den Architekten Grosvenor Atterbury, Grenville Temple Snelling und William Appleton Potter.  Nach 1910 arbeitete sie mehrere Jahre mit dem Architekten Henry G. Emery zusammen. Sie unterhielt ab 1899 ein Büro in Manhattan und beschäftigte von 1925 bis 1928 die Architektin Esther Hill.  Bis 1908 hatte sie mehr als 100 Häuser, aber auch Krankenhäuser und Kirchen entworfen.
Während des Ersten Weltkriegs entwarf sie zusammen mit den Architektinnen Julia Morgan und Fay Kellogg Hostess Houses für die Young Women’s Christian Association (YMCA). Die von ihr entworfenen Häuser lagen im Süden und Mittleren Westen und waren für Angehörige der US-Armee gebaut, um ihre Verwandten zu treffen, während sie noch im Ersten Weltkrieg dienten.  Budd war verantwortlich für 72 der 96 Hostess Houses und entwarf oder renovierte diese Projekte. 1920  erhielt sie eine Architekturlizenz in Georgia, wahrscheinlich aufgrund ihrer Tätigkeiten für das Militär.
Budd entwarf das Harry C. Duncan Haus in Tavares, Florida und das Innis Arden Cottage auf Greenwich Point, dem ehemaligen Anwesen von dem Bankier John Kennedy Todd in Old Greenwich, Connecticut. Das  1903 erbaute Innis Arden Cottage gilt als wegweisendes Beispiel der frühen Architektur im Bungalow-Stil und wurde zwischen 2006 und 2011 von der Greenwich Point Conservancy preisgekrönt restauriert.

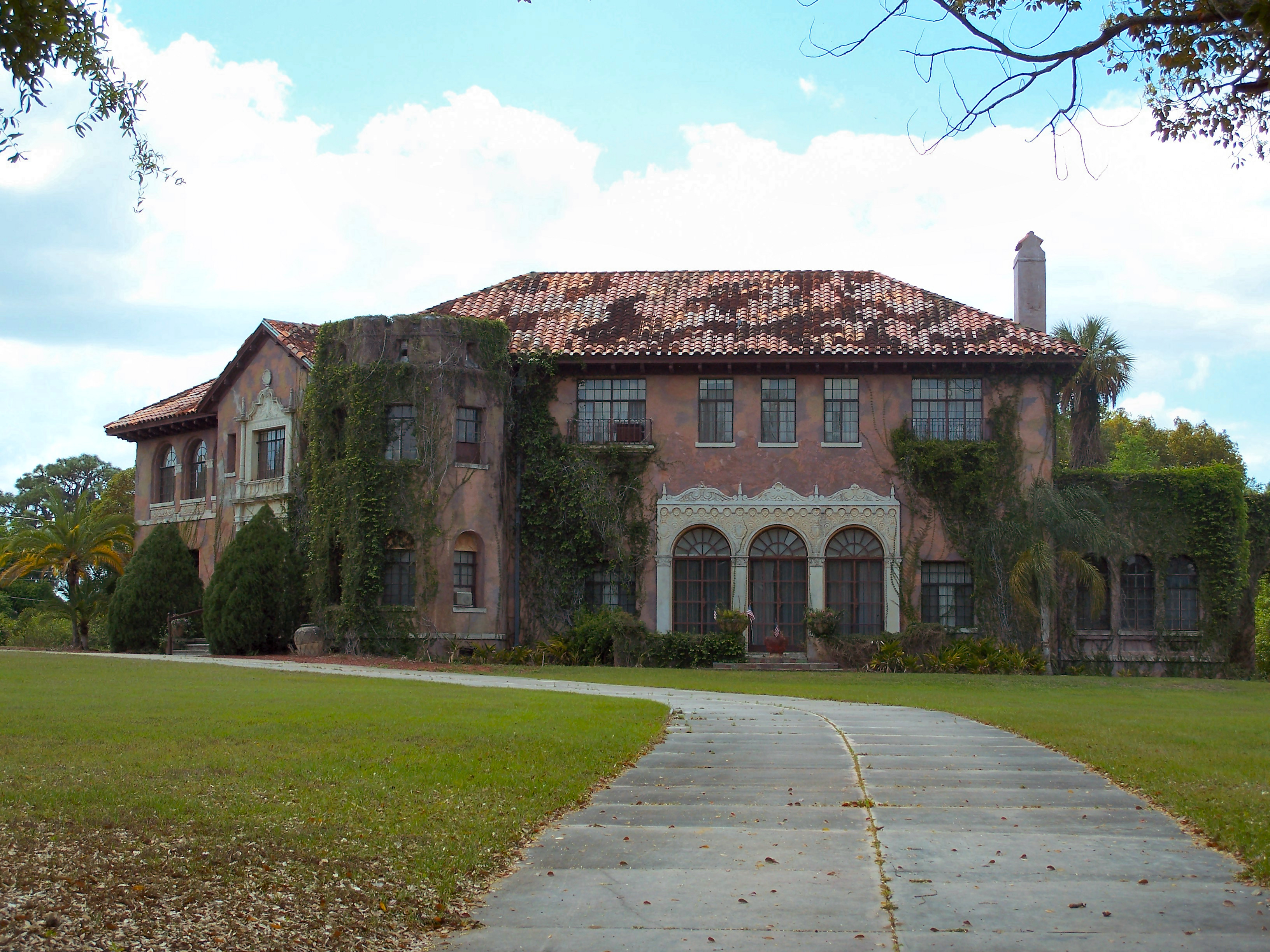
M.G. Howey House, Lake County, Florida

Budd war seit über 30 Jahren als Architektin tätig, als sie sich um die Anerkennung beim American Institute of Architects (AIA) bewarb und wurde 1924 das erste weibliche Mitglied des New Yorker Chapters der AIA.  In den 1900er Jahren veröffentlichte sie in Zeitschriften wie Architectural Record, Country Life und American Homes and Gardens.

## Bauten (Auswahl)
- 1894–1896: Shinnecock School (mit Atterbury), Long Island
- 1908: H. J. Burchel House, New York
- vor 1910: Haus von Adelaide Alsop Robineau, Syracuse[4]
- 1910:  YWCA Hostess Houses, in Columbia, Spartenburg, South Carolina, Charlotte, Augusta, Camp Mills, Camp Dodge, Iowa
- 1925: Harry C. Duncan House, Tavares, Florida (1997 eingetragen im National Register)
- 1925–1927: M.G. Howey House, Lake County, Florida, (1983 eingetragen im National Register)[5]
- Great Lakes Naval Training Station, Illinois
- Fassade der 65 East 80th Street für Francis R. Arnold, New York City
- Anna Winegar Studio, Umbauten, Bronxville, New York
- Clarissa and Walter Stillman House, Syracuse

## Veröffentlichungen (Auswahl)
- The American Pantry. Architectural Record 18, 1905, S. 225–233.
- Japanese Houses. Architectural Record 19, 1906, S. 1–26.
- The Kitchen and its Dependent Services- I. With Sketches by the Author. Architectural Record 23, 1908, S. 463–476.
- Saragossa. Architectural Record 19, 1906, S. 327–343.